# Fisher (Oregon)
Fisher az Amerikai Egyesült Államok északnyugati részén, Oregon állam Lincoln megyéjében, az Oregon Route 34 közelében elhelyezkedő önkormányzat nélküli település.
Nevét a halásznyestről (angolul fisher) kapta, amely a térségben az élőhelyének zsugorodása, a csapdázás, valamint a sakáloknak és farkasoknak kihelyezett mérgek miatt a kihalás szélére került. Az 1892 és 1942 között működő posta első vezetője Martin Johanson volt.

## Fordítás
- Ez a szócikk részben vagy egészben  a   Fisher, Oregon című angol Wikipédia-szócikk ezen változatának fordításán alapul.  Az eredeti cikk szerkesztőit annak laptörténete sorolja fel. Ez a jelzés csupán a megfogalmazás eredetét és a szerzői jogokat jelzi, nem szolgál a cikkben szereplő információk forrásmegjelöléseként.